# Petäjäinen (vid Teersalo, Nådendal)
Petäjäinen är en ö i Finland. Den ligger i Skärgårdshavet och i kommunen Nådendal i den ekonomiska regionen  Åbo ekonomiska region i landskapet Egentliga Finland, i den sydvästra delen av landet. Ön ligger omkring 27 kilometer väster om Åbo och omkring 180 kilometer väster om Helsingfors.
Öns area är 1,2 hektar och dess största längd är 230 meter i sydöst-nordvästlig riktning.